# Leotala
Leotala (Leoteala, Leotela) ist ein osttimoresischer Suco im Verwaltungsamt Liquiçá (Gemeinde Liquiçá).

## Geographie

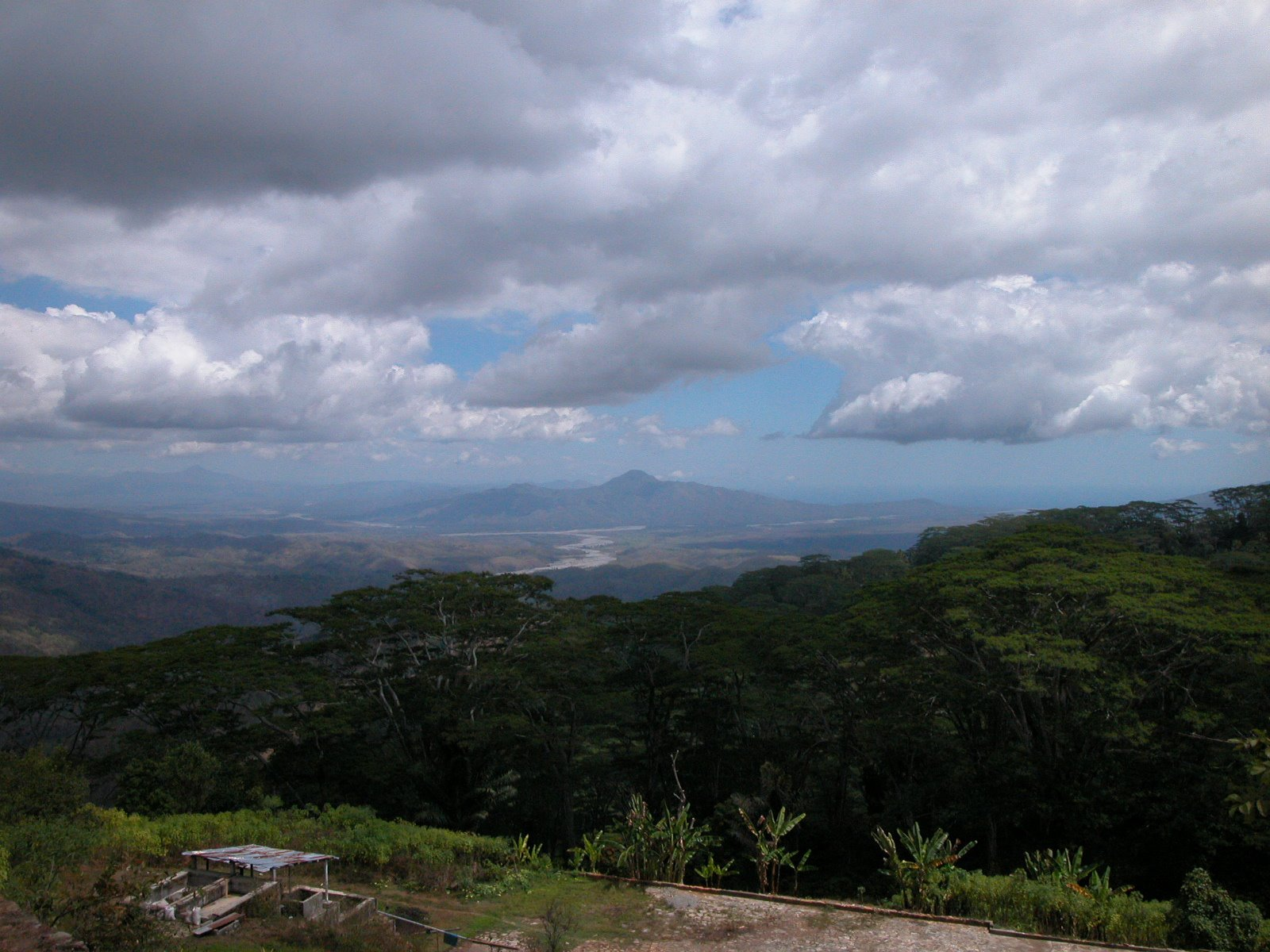
Bei der Fazenda Algarve

Der Suco liegt im Südwesten des Verwaltungsamts Liquiçá. Nordöstlich liegen die Sucos Hatuquessi, Dato und Açumanu. Im Nordwesten grenzt Leotala an das Verwaltungsamt Maubara mit seinen Sucos Vatuvou und Lissadila, im Süden an die zur Gemeinde Ermera gehörenden Verwaltungsämter Hatulia mit seinen Suco Aculau und Hatulia B mit seinen Sucos Mau-Ubo und Urahou. Die Südgrenze bildet der Fluss Gleno, ein Nebenfluss des Lóis, in dem alle Flüsse Leotalas münden. Das Zentrum durchquert der Manobira, der im Norden einen Teil der Grenze zu Vatuvou markiert. Einem Teil der Grenze zu Açumanu folgt der Curiho, bevor er bis zu seiner Mündung ganz Teil von Leotala wird. Die Grenze zu Lissadila zeigt zunächst der Lauf des Dirobatelau, bis dieser nach Süden abknickt und Leotala durchquert. Bei der Gebietsreform 2015 ging im Westen ein Teil von Leotala an Lissadila, unter anderem mit dem Ort Faulara (Cainego). Leotala hat eine Fläche von 34,64 km². und teilt sich in die fünf Aldeias Caimegoluli (Kaimegoluli), Hatumasi, Lepa, Manati und Tolema.
Am Westufer des Manobira befindet sich der Ort Banitur (Bantur). Das Dorf Manati liegt im Zentrum des Sucos und im Nordosten die Orte Caimegoluli, Fazenda (Fazenda Algarve), Vazetida Algar, Hatumasi und Tolema. Der Sitz des Sucos befindet sich in Manati. Grundschulen gibt es in Banitur, Tolema und Fazenda und ein Hospital steht in Hatumasi.
In den Bergen bei der Fazenda Algarve (922 m, Lage) werden Niederschläge von 2143 bis 2496 mm pro Jahr erreicht. Dies ist das regenreichste Gebiet der Gemeinde Liquiçá.

## Einwohner
In Leotala leben 3.009 Einwohner (2022), davon sind 1.528 Männer und 1.481 Frauen. Im Suco gibt es 565 Haushalte. 70 % der Einwohner geben Tokodede als ihre Muttersprache an. Über 28 % sprechen Tetum Prasa, Minderheiten Mambai oder Resuk.

## Geschichte

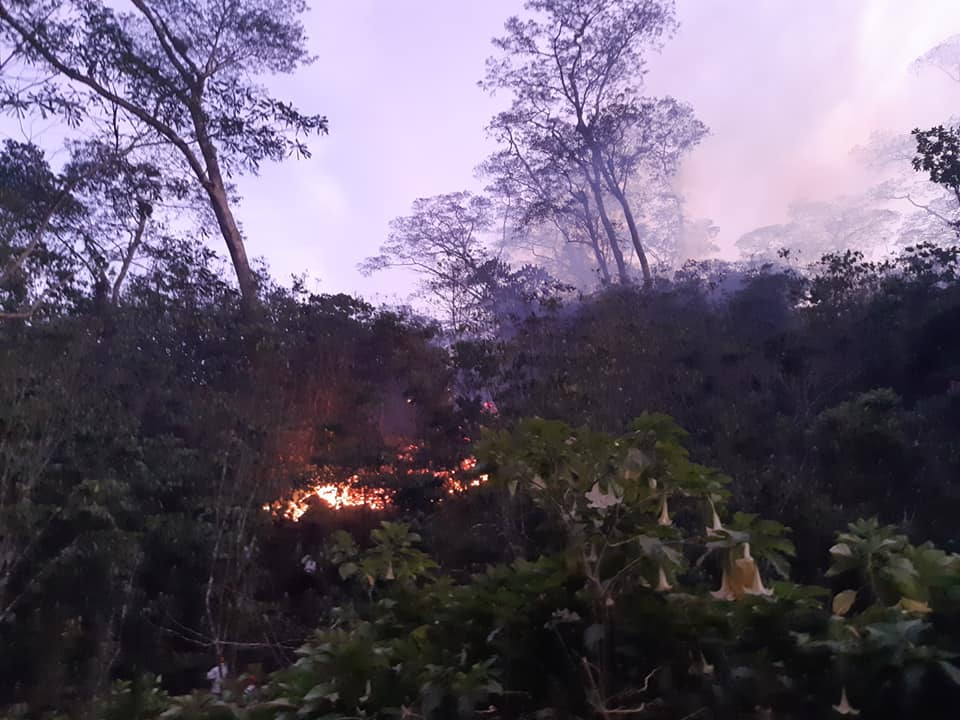
Das Feuer von 2019

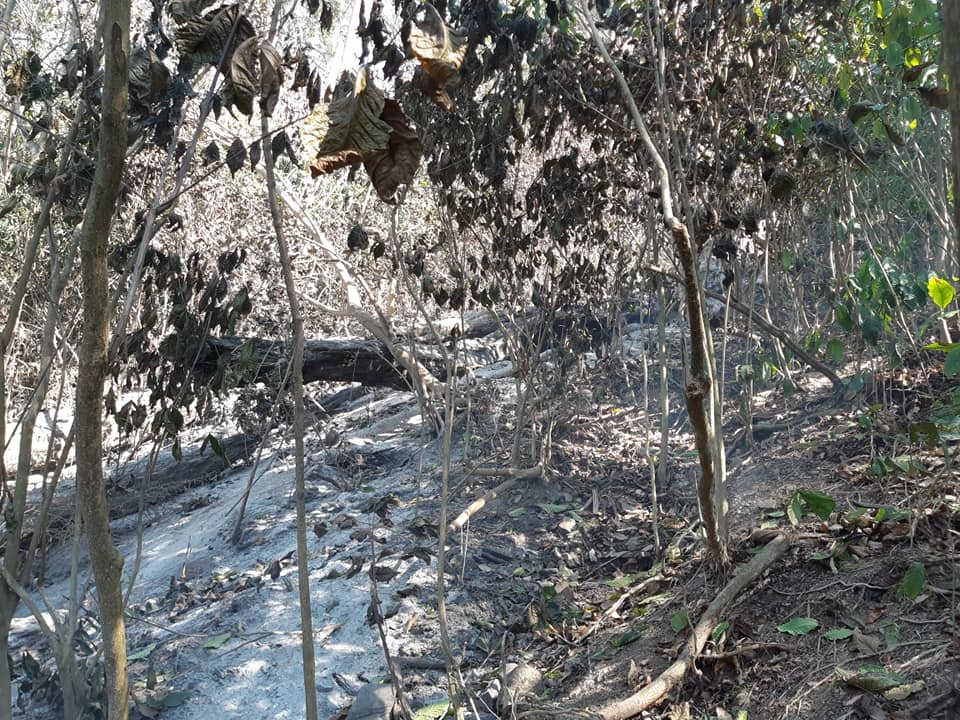
Nach dem Brand

Manuel Viegas Carrascalão erhielt als Belohnung für seinen Widerstand gegen die japanische Besatzung im Zweiten Weltkrieg, von der portugiesischen Regierung die Fazenda Algarve. Auf der Plantage baute er als Großgrundbesitzer Kaffee, Kautschuk und Tee an. Die Fazenda Algarve gehört noch immer der Familie Carrascalão und ist mit ihren 290 Hektar die einzige Plantage, die in Osttimor noch im Besitz derselben Familie ist, wie zur Kolonialzeit. Überall sonst haben Kleinbauern die Grundstücke übernommen.
1975 begann Indonesien mit der Besetzung Osttimors. Die letzten Teile Liquiças, wie Leotala wurden Anfang 1978 erobert.
Vor und nach dem Unabhängigkeitsreferendum 1999 war der damalige Distrikt Liquiçá ein Zentrum der Gewaltwelle vor und nach der Abstimmung und Schauplatz von Einschüchterungen, Vergewaltigungen und Mord durch pro-indonesische Milizen. Ab Januar versammelten sich bis zu 5.100 Flüchtlinge in Faulara, einem Umsiedlungslager, das seit 1996 bestand und ursprünglich 1.600 Einwohner hatte. Die Flüchtlinge wurden teilweise auch in Außenstellen, wie dem acht Kilometer entfernten Banitur untergebracht. Am 16. Juli wurde Lager in Faulara von der BMP-Miliz angegriffen, worauf erneut Menschen in die Berge flohen.
Bei einem Waldbrand am 2. und 3. Oktober 2019 kam es im Suco zu großen Zerstörungen.

## Politik
Bei den Wahlen von 2004/2005 wurde Altino Campos dos Santos zum Chefe de Suco gewählt. Bei den Wahlen 2009 gewann António dos Santos, 2016 Manuel da Silva dos Santos und 2023 Calisto José da Costa Marcal.

## Persönlichkeiten
- João Viegas Carrascalão (1945–2012), osttimoresischer Politiker
- Natália Carrascalão Antunes (* 1952), portugiesische Politikerin und osttimoresische Diplomatin